# Belocephalus sabalis
Belocephalus sabalis är en insektsart som beskrevs av Davis, W.T. 1912. Belocephalus sabalis ingår i släktet Belocephalus och familjen vårtbitare. Inga underarter finns listade i Catalogue of Life.